# AS Takunnin
AS Takunnin (eigentlich Association Sportive Takunnin, auch AS Takunnin de Kandi oder Takunnin FC, früherer Name Entente FC) ist ein beninischer Fußballverein aus Kandi, Département Alibori. Mit Stand Februar 2023 spielt er im Championnat National du Benin, der ersten Liga des Landes, und trägt seine Heimspiele im Stade Saka Kina Guézéré aus, das 1000 Plätze umfasst.